# Sarah Uhl
Pour les articles homonymes, voir Uhl.
Sarah Uhl, née le 1er août 1983 à Perkasie, est une coureuse cycliste américaine. Active sur route et sur piste durant les années 2000, elle est notamment championne du monde de vitesse junior en 2001, médaillée d'argent du championnat panaméricain de poursuite en 2004 et plusieurs fois championne des États-Unis sur piste. Elle arrête sa carrière en 2007 et est devenue artiste et illustratrice.

## Palmarès sur piste

### Championnats du monde
- 2001
  -  Championne du monde de vitesse junior

### Championnats panaméricains
- Tinaquillo 2004
  -  Médaillée d'argent de la poursuite
- Caieiras 2006
  - 4e de la poursuite

### Championnats des États-Unis
- Championne des États-Unis de keirin en 2003
- Championne des États-Unis de poursuite en 2003
- Championne des États-Unis de la course aux points en 2002

## Palmarès sur route
- 2003
  - Tour de Somerville
- 2004
  - 4e étape de la Pomona Valley Stage Race
  - 3e étape du Nature Valley Grand Prix
  - 2e du Tour de Somerville
  - 2e du Gastown Grand Prix
- 2005
  - Rochester Twilight Criterium
  - 2e du Gastown Grand Prix
  - 2e du Historic Roswell Criterium
  - 3e du Athens Twilight Criterium
- 2007
  - 3e du CSC Invitational